# Ceratosolen
Ceratosolen Mayr, 1885 è un genere di insetti imenotteri della famiglia Agaonidae.

## Tassonomia
Il genere comprende le seguenti specie:
- Ceratosolen abnormis Wiebes, 1963
- Ceratosolen acutatus Mayr, 1906
- Ceratosolen adenospermae Wiebes, 1965
- Ceratosolen albulus Wiebes, 1963
- Ceratosolen appendiculatus (Mayr, 1885)
- Ceratosolen arabicus Mayr, 1906
- Ceratosolen armipes Wiebes, 1963
- Ceratosolen bakeri Grandi, 1927
- Ceratosolen bianchii Wiebes, 1963
- Ceratosolen bimerus Wiebes, 1965
- Ceratosolen bisulcatus (Mayr, 1885)
- Ceratosolen blommersi Wiebes, 1989
- Ceratosolen boschmai Wiebes, 1963
- Ceratosolen brongersmai Wiebes, 1963
- Ceratosolen calopilinae Wiebes, 1963
- Ceratosolen capensis Grandi, 1955
- Ceratosolen coecus (Coquerel, 1855)
- Ceratosolen constrictus (Mayr, 1885)
- Ceratosolen corneri Wiebes, 1963
- Ceratosolen cornutus Wiebes, 1994
- Ceratosolen crassitarsus (Mayr, 1885)
- Ceratosolen dentifer Wiebes, 1963
- Ceratosolen emarginatus Mayr, 1906
- Ceratosolen feae Grandi, 1916
- Ceratosolen ficophagus (Girault, 1915)
- Ceratosolen flabellatus Grandi, 1916
- Ceratosolen fusciceps (Mayr, 1885)
- Ceratosolen galili Wiebes, 1964
- Ceratosolen grandii Wiebes, 1963
- Ceratosolen gravelyi Grandi, 1916
- Ceratosolen gressitti Wiebes, 1980
- Ceratosolen hooglandi Wiebes, 1963
- Ceratosolen humatus Wiebes, 1963
- Ceratosolen immanis Wiebes, 1981
- Ceratosolen indigenus Wiebes, 1981
- Ceratosolen internatus Wiebes, 1978
- Ceratosolen iodotrichae Wiebes, 1963
- Ceratosolen josephi Wiebes, 1963
- Ceratosolen julianae Grandi, 1916
- Ceratosolen longimucro Wiebes, 1989
- Ceratosolen marshalli Grandi, 1931
- Ceratosolen medlerianus Wiebes, 1980
- Ceratosolen megacephalus Grandi, 1916
- Ceratosolen moderatus Wiebes, 1963
- Ceratosolen mysorensis Joseph, 1953
- Ceratosolen namorokensis Risbec, 1955
- Ceratosolen nanus Wiebes, 1963
- Ceratosolen nexilis Wiebes, 1980
- Ceratosolen nigriscapus (Girault, 1925)
- Ceratosolen niveipes (Girault, 1927)
- Ceratosolen notus (Baker, 1913)
- Ceratosolen nugatorius Grandi, 1952
- Ceratosolen occultiventris (Mayr, 1885)
- Ceratosolen orientalis Wiebes, 1963
- Ceratosolen pilipes Wiebes, 1963
- Ceratosolen polyodontos Davis & Engel, 2008
- Ceratosolen praestans Wiebes, 1963
- Ceratosolen pygmaeus Grandi, 1927
- Ceratosolen ramirezi Wiebes, 1991
- Ceratosolen silvestrianus Grandi, 1916
- Ceratosolen solitarius Wiebes, 1980
- Ceratosolen solmsi (Mayr, 1885)
- Ceratosolen solomensis Wiebes, 1994
- Ceratosolen sordidus Wiebes, 1963
- Ceratosolen stupefactus Wiebes, 1989
- Ceratosolen vechti Wiebes, 1963
- Ceratosolen vetustus Wiebes, 1994
- Ceratosolen vissali Wiebes, 1981
- Ceratosolen wui Chen & Chou, 1997